# Hrvatska omladina (Pula)
Hrvatska omladina je bilo hrvatsko društvo iz Pule osnovano 1909. godine. Zamisao je društva bila širiti hrvatski jezik i okupljati mladež. Već ustrojeno društvo suočilo se s nezainteresiranošću nekih odbornika za društvo. Prema statutu, odborska sijela morala su se održati najmanje tri puta na mjesec.